# Tunkajaure
Tunkajaure är en sjö i Arvidsjaurs kommun i Lappland och ingår i Piteälvens huvudavrinningsområde. Sjön har en area på 0,154 kvadratkilometer och ligger 267,1 meter över havet.

## Delavrinningsområde
Tunkajaure ingår i det delavrinningsområde (732916-168353) som SMHI kallar för Ovan 733011-168514. Medelhöjden är 271 meter över havet och ytan är 5,21 kvadratkilometer. Räknas de 37 avrinningsområdena uppströms in blir den ackumulerade arean 680,21 kvadratkilometer. Varjisån som avvattnar avrinningsområdet har biflödesordning 2, vilket innebär att vattnet flödar genom totalt 2 vattendrag innan det når havet efter 122 kilometer. Avrinningsområdet består mestadels av skog (94 procent). Avrinningsområdet har 0,15 kvadratkilometer vattenytor vilket ger det en sjöprocent på 2,9 procent.